# Canadá nos Jogos Pan-Americanos de 2019
O Canadá competiu nos Jogos Pan-Americanos de 2019 em Lima, Peru, de 26 de julho a 11 de agosto de 2019.
Em novembro de 2018, o duas vezes atleta olímpico no remo Douglas Vandor foi nomeado o chefe de delegação.
Em 23 de julho de 2019, foi anunciado que o capitão da equipe de hóquei sobre a grama, Scott Tupper, seria o porta-bandeira do país durante a cerimônia de abertura. Após ganhar cinco medalhas pela segunda edição seguida dos jogos, a ginasta Ellie Black foi nomeada a porta-bandeira na cerimônia de encerramento.
Atletas canadenses competiram em 35 dos 39 esportes, à exceção de fisiculturismo, futebol, patinação sobre rodas e pelota basca.

## Atletas
Abaixo está a lista do número de atletas (por gênero) participando dos jogos por esporte/disciplina.
| Esporte              | Masculino | Feminino | Total |
| -------------------- | --------- | -------- | ----- |
| Badminton            | 4         | 4        | 8     |
| Basquetebol          | 0         | 12       | 12    |
| Beisebol             | 24        | 0        | 24    |
| Boliche              | 2         | 2        | 4     |
| Boxe                 | 2         | 4        | 6     |
| Canoagem             | 9         | 9        | 18    |
| Caratê               | 1         | 3        | 4     |
| Ciclismo             | 4         | 8        | 12    |
| Esgrima              | 9         | 9        | 18    |
| Esqui aquático       | 3         | 3        | 6     |
| Golfe                | 2         | 2        | 4     |
| Handebol             | 0         | 14       | 14    |
| Hipismo              | 2         | 10       | 12    |
| Hóquei sobre a grama | 16        | 16       | 32    |
| Judô                 | 3         | 3        | 6     |
| Levantamento de peso | 1         | 3        | 4     |
| Lutas                | 7         | 4        | 11    |
| Natação artística    | —         | 9        | 9     |
| Pentatlo moderno     | 2         | 3        | 5     |
| Polo aquático        | 11        | 11       | 22    |
| Raquetebol           | 2         | 2        | 4     |
| Remo                 | 5         | 8        | 13    |
| Rugby sevens         | 12        | 12       | 24    |
| Saltos ornamentais   | 4         | 4        | 8     |
| Softbol              | 0         | 15       | 15    |
| Squash               | 3         | 3        | 6     |
| Surfe                | 3         | 4        | 7     |
| Taekwondo            | 7         | 6        | 13    |
| Tênis                | 0         | 3        | 3     |
| Tênis de mesa        | 3         | 3        | 6     |
| Tiro com arco        | 3         | 4        | 7     |
| Tiro esportivo       | 11        | 7        | 18    |
| Triatlo              | 3         | 3        | 6     |
| Vela                 | 8         | 6        | 14    |
| Voleibol             | 2         | 14       | 16    |
| Total                | 168       | 223      | 391   |